# Anthicus lubbockii
Anthicus lubbockii là một loài bọ cánh cứng trong họ Anthicidae. Loài này được Wollaston miêu tả khoa học năm 1857.